# Katerbacken

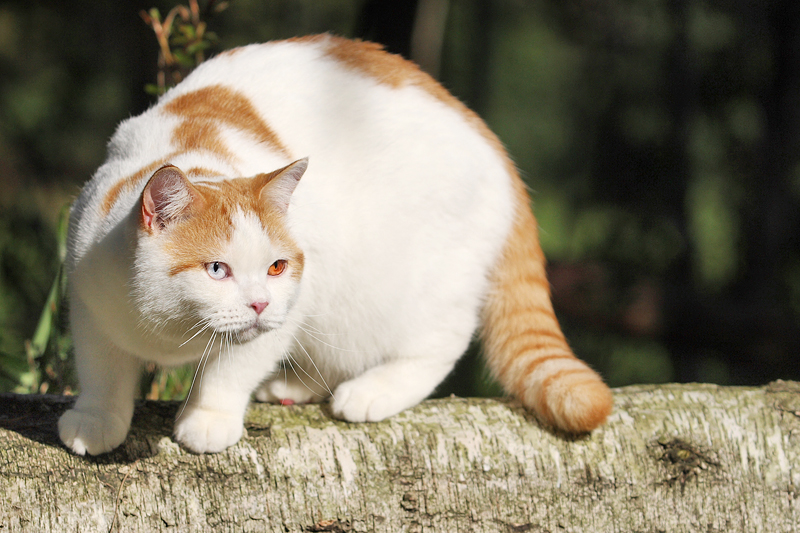
Britisch-Kurzhaarkater

Bei Katerbacken handelt es sich um Fettpolster, die den Kopf männlicher Hauskatzen runder erscheinen lassen. Besonders starke Katerbacken sind bei der Britisch Kurzhaar und einigen anderen Rassekatzen bekannt. Die Größe der Katerbacken ist aber auch hormonell bedingt, so schrumpfen diese nach der Kastration aufgrund des fehlenden Testosterons.

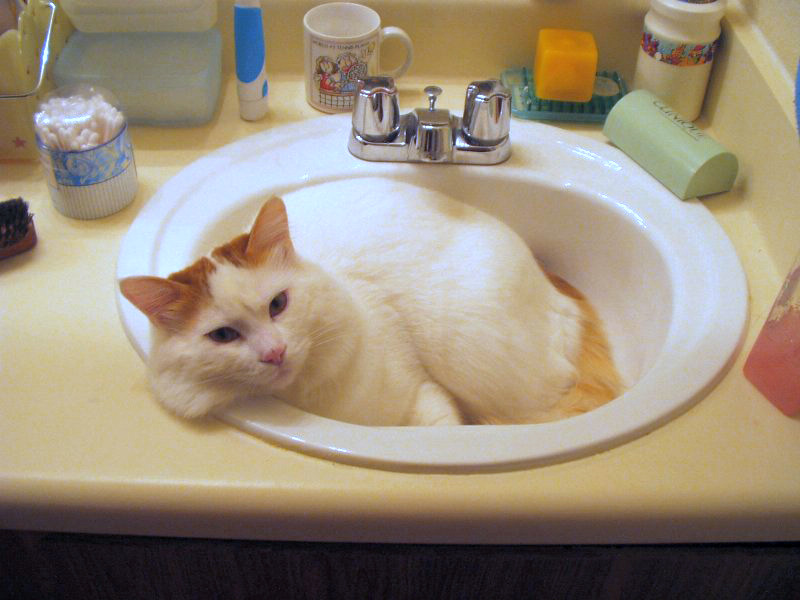
Van-Kater